# Izomalt
Izomalt (E953) – niskokaloryczny i niepowodujący próchnicy masowy środek słodzący o niskiej higroskopijności, łatwo krystalizujący. Daje dobrą klarowność, zapobiega lepieniu się cukierków oraz umożliwia długi okres przechowywania.
Jest to syntetyczna substancja słodząca. Ponadto pełni funkcję przeciwzbrylającą i wypełniającą. Izomalt dodawany jest do bezalkoholowych napojów bez dodatku cukru, dietetycznych produktów mlecznych, soków owocowych o obniżonej kaloryczności, deserów, wyrobów cukierniczych, gumy do żucia, piwa bezalkoholowego, dżemów, marmolad, galaretek, wafli, pieczywa, śniadaniowych przetworów zbożowych, musztardy, sosów i likierów.
Jego nadmierne spożycie może wywołać efekt przeczyszczający. Maksymalna dopuszczalna, dzienna dawka nie powinna przekraczać 50 g. Jednorazowa ilość substancji nie powinna być większa niż 20–30 g.